# Vlkouš obecný
Vlkouš obecný (Anarhichas lupus) je mořská ryba z řádu ostnoploutví (Perciformes) a čeledi vlkoušovití (Anarhichadidae). Druh popsal Carl Linné roku 1758. Vlkouš se vyskytuje v Severním moři, v okolí Britských ostrovů, v Biskajském zálivu, podél pobřeží Norska, v Barentsově moři, v blízkosti Islandu, u pobřeží Grónska a přes západní pobřeží Atlantiku od Labradoru přes Newfoundland až po Cape Cod.
Je to velká ryba měřící 1,25 až 1,5 metru, s mohutnými zuby. Pokud jej člověk chytí, vlkouš může divoce kousat. Tělo je pokryto 10 až 15 černými pruhy, což je charakteristický znak tohoto druhu. Barva je šedozelená, ale vyskytnou se i červenohnědí nebo černí exempláři. Vlkouš obecný žije na mořském dně ve skalnatých stanovištích, někdy také na písčitém nebo bahnitém dně. Hloubka činí 20 až 500 metrů. Potravu vlkouše představují krabi, ježovky nebo mlži, jejichž ochrannou schránku drtí svými čelistmi. Rozmnožuje se od října do ledna. Samice klade až 25 000 vajec, která mají průměr 5 až 6 mm. Až do vylíhnutí jsou vajíčka, nakladená na mořské dno, střežena samcem.
Vlkouš obecný je jedlá a vyhledávaná ryba, zpracovává se na chlazené i mražené filety. Kvůli nadměrnému lovu se nicméně stává vzácným druhem.

## Synonyma
- Vlkouš severní
- Anarhichas strigosus, Gmelin, 1789
- Anarhichas vomerinus, Agassiz, 1867
- Anarhichas lupus marisalbi, Barsukov, 1956[1]

## Odkazy

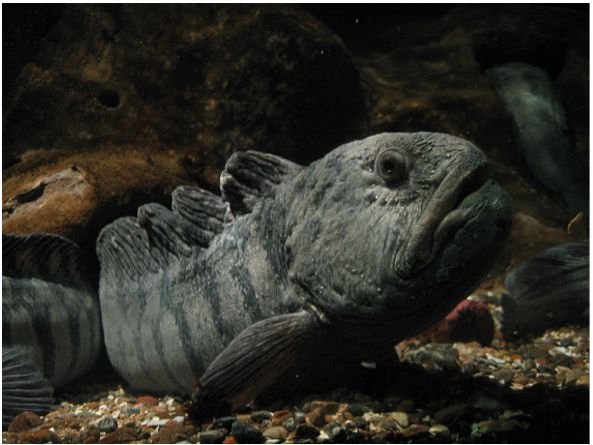
Vlkouš obecný